# Kara-Bogas-Gol
Der Kara-Bogas-Gol (turkmenisch: Garabogazköl, russisch Кара-Богаз-Гол), auch Karabugas-Golf, ist eine flache, ausgedehnte Lagune am Ostufer des Kaspischen Meers in Turkmenistan. Das Wasser hat eine Tiefe von 4–7 m und weist, bedingt durch starke Verdunstung, einen extrem hohen Salzgehalt von bis zu 34 % auf. Die Wasserfläche beträgt etwa 18.400 km².
Der Golf wird von Norden und Süden durch zwei schmale sandige Landzungen abgetrennt, zwischen denen ein schmaler Kanal hindurchführt. Hier strömte früher das Seewasser mit großer Geschwindigkeit in den Golf. 
1980 wurde in diese Mündung ein Damm gebaut, um nach der jahrzehntelangen Senkung des Wasserspiegels im Kaspischen Meer dessen weiterem Absinken entgegenzuwirken. Damals war noch nicht bekannt, dass der Wasserspiegel seit 1978 wieder anstieg und die Maßnahme deshalb überflüssig war.
Nach dem Dammbau kam es zur völligen Austrocknung der Lagune und zur Umwandlung in eine Salzwüste. Diese gefährdet durch Deflation (Windabtragung) und Verfrachtung des Salzes die umgebende Umwelt. Außerdem war der Abbau der Glaubersalzvorkommen nicht mehr möglich. Da der Einbau von Schleusen in den Jahren 1985–1991 nicht ausreichte, um die Situation wesentlich zu verbessern, wurde der Damm 1992 wieder beseitigt. Das Ansteigen des Kaspischen Meeres sorgt dafür, dass die Lagune sich wieder mit Seewasser füllt. Seit 1996 gibt es am Grund des Kanals wieder eine Gegenströmung, so dass nicht nur Wasser vom Kaspischen Meer in den Kara-Bogas-Gol strömt, sondern auch schweres Salzwasser aus dem Kara-Bogas-Gol in das Kaspische Meer gelangt.
Der Kara-Bogas-Gol hat auch wirtschaftliche Bedeutung. In der Lagune befinden sich die größten Glaubersalzvorkommen der Welt, ferner Kochsalz, Magnesium- sowie Bor- und Kalisalze, die in großem Umfang von der chemischen Industrie weiterverarbeitet werden.
Aufgrund des hohen Salzgehaltes wäre der See laut Forschern der Universität Heidelberg ein idealer Standort für ein Osmosekraftwerk. Ein solches könne eine Leistung von über 5 Gigawatt erreichen.

Entwicklung des Wasserspiegels
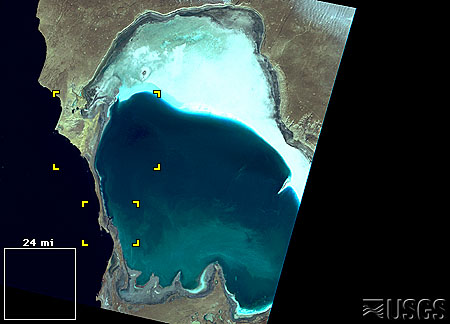
1972
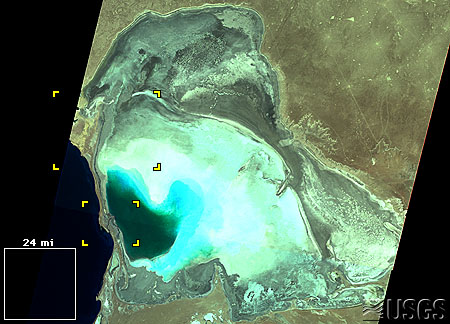
1987
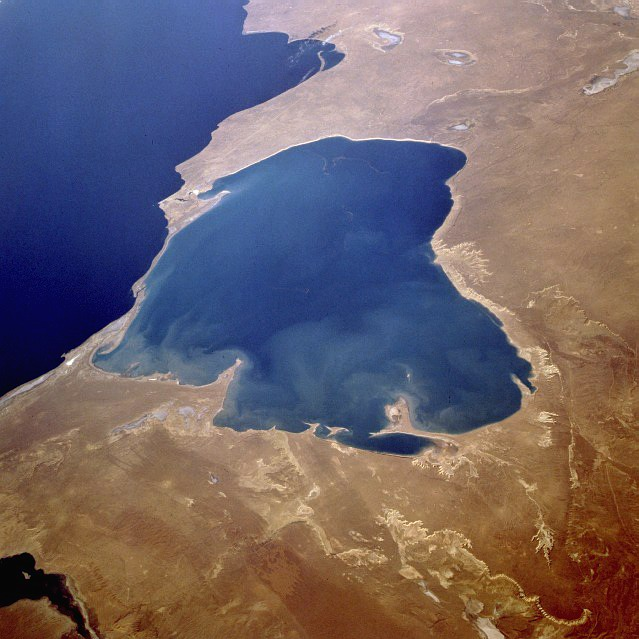
1995

## Belege
1. ↑  Karabugas in Meyers Großes Konversations-Lexikon, Band 10. Leipzig 1907, S. 609.
2. ↑  Aleksey N. Kosarev, Andrey G. Kostianoy, Igor S. Zonn: Kara-Bogaz-Gol Bay: Physical and Chemical Evolution. In: Aquatic Geochemistry. Band 15, 2009, S. 234, doi:10.1007/s10498-008-9054-z. PDF-Zugang.
3. ↑  Holger Dambeck: Osmosekraftwerk: Grüner Strom aus süßem Wasser. 30. März 2012